# Distretto di Magdalena (Amazonas)
Il distretto di Magdalena è un distretto del Perù nella provincia di Chachapoyas (regione di Amazonas) con 880 abitanti al censimento 2007 dei quali 694 urbani e 186 rurali.
È stato istituito fin dall'indipendenza del Perù.

## Località
Il distretto è formato dall'insieme delle seguenti località:
- Magdalena-pashul
- Chosayacu
- Condechaca
- Oncecha
- Huillin
- Chillca
- Cangall
- Luin
- Gacay
- Shahuante
- Penca Pampa
- Cuyapina
- Limón
- Yurac Yacu
- Agua Loca
- Ajingopampa
- Cuchapampa
- Parsul
- Olanya
- Cuchipia
- Paguana
- Llaumote
- Laumal
- Cosharan
- Sahual
- Lluycunga
- Gosgarrillan
- Gupis
- Chillo
- Desengado
- Cedropampa
- Quilcalon
- Nogal Pampa